# Mahurunga
Mahurunga è una circoscrizione rurale (rural ward) della Tanzania situata nel distretto rurale di Mtwara, regione di Mtwara. Conta una popolazione di 8 214 abitanti (censimento 2012).